# Scytodes thoracica
Il ragno sputatore (Scytodes thoracica (Latreille, 1802)) è un ragno appartenente alla famiglia Scytodidae.

## Descrizione
Ragno con un corpo lungo 4–6 mm, con cefalotorace più grande dell'opistosoma e con zampe esili. Colorazione giallognola chiara con caratteristiche macchie scure che formano un disegno a forma di lira sull'apice del prosoma.

## Biologia

### Comportamento

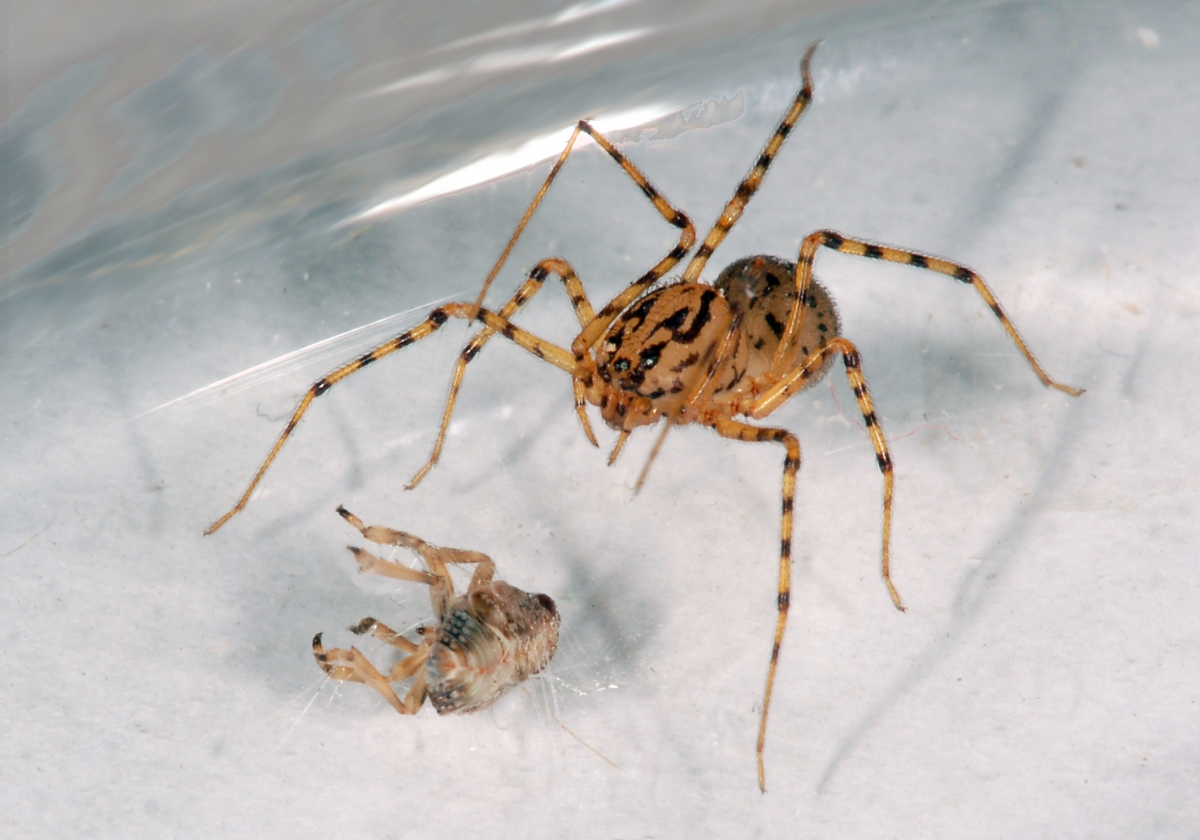
Scytodes thoracica mentre cattura un cicadellidae

Questo ragno è molto conosciuto per il suo particolare metodo di caccia. Si avvicina molto lentamente alla preda e quando si trova alla giusta distanza sputa dai cheliceri una sostanza viscosa e appiccicosa che solidifica a contatto con l'aria, intrappolando così la preda. Successivamente la morde iniettando il veleno.

### Alimentazione
Questo ragno si nutre prevalentemente di piccoli insetti come grilli, mosche, pesciolini d'argento.

### Riproduzione
Il maschio cerca la femmina e quando la trova depone lo sperma con i pedipalpi nella vulva sotto l'addome.

## Distribuzione e habitat
Distribuzione cosmopolita, predilige ambienti caldi e secchi.
A differenza del centro Europa, in Europa del sud è possibile trovarla anche in ambienti esterni alla case. Durante il corteggiamento il maschio si avvicina al rifugio della femmina che, se recettiva, non oppone resistenza e non lo aggredisce. Dopo un breve rituale il maschio depone lo sperma con i pedipalpi nella vulva sotto l'addome della femmina: il tutto dura non più di 15 minuti.
Il cocoon (deposto esclusivamente nel periodo estivo) spesso contiene meno di trenta uova e la femmina lo abbandona solo saltuariamente nel suo rifugio per cacciare; in questo periodo è comunque possibile che il ragno si nutra raramente o non lo faccia affatto per evitare che il bozzolo si danneggi.
Dopo breve tempo (2 settimane o poco più) nascono i piccoli, che misurano meno di 2mm di corpo; è opportuno isolarli dopo la 2° muta per evitare episodi di cannibalismo, tutt'altro che infrequenti.